# Vito Frazzi
Vito Frazzi, né le 1er août 1888 à San Secondo Parmense et mort le 7 juillet 1975 à Florence, est un compositeur, pianiste, théoricien et pédagogue italien.

## Biographie
Né dans une famille modeste, où sont très vite décelées ses aptitudes musicales, Vito Frazzi, est admis au conservatoire de Parme dès 1897. Il commence l'apprentissage de la musique par l'étude du violoncelle et de l'orgue. Diplômé dans cette discipline en 1907, il occupe divers postes pour financer la suite de ses études, d'abord en composition à Parme puis au Liceo musicale (it) de Florence où il remporte les prix d'harmonie et de contrepoint en 1924 et un prix de perfectionnement en composition en 1926. Il enseigne le piano de complément dans ce même établissement entre 1924 et 1958 et donne l'été, de 1932 à 1963, des cours de composition à l'Académie musicale Chigiana de Sienne où il a entre autres pour élèves Luigi Dallapiccola, Angelo Francesco Lavagnino, Valentino Bucchi, Alberto Soresina ou Carlo Prosperi.

## Œuvres

### Opéras et ballets
- Re Lear, opéra en trois actes sur un livret de Giovanni Papini d'après Shakespeare, 29 avril 1939, Teatro comunale di Firenze ;
- L'ottava moglie di Barbablù sur un livret de Delfino Cinelli, janvier 1940, Teatro della Pergola de Florence ;
- Don Chisciotte, opéra en trois actes sur un livret du compositeur d'après Cervantes, Teatro comunale di Firenze, 28 avril 1952, Teatro comunale di Firenze[1] ;
- Il giardino chiuso (non représenté et inédit);
- Le nozze di Camaccio, opéra en un acte sur un livret du compositeur d'après Cervantes, (1955, non représenté) ;
- L'astuto indovino, ballet burlesque (non représenté).

### Musiques de scène
- Belinda e il mostro di Cicognani, 1927, Teatro Argentina, Rome ;
- La Tancia del Buonarroti, 1936, Jardin de Boboli, Florence ;
- La strega di Grazzini, 1939, Piazzetta dei Peruzzi, Florence ;
- Yo, el Rey de Bruno Cicognani (it), 1949, festival de San Miniato ;
- Il diavolo tentato, mystère en trois temps de Giovanni Papini, février 1949, RAI.

### Symphonies et concertos
- L'usignolo e la rosa (1911) ;
- Due canzoni (1912) ;
- Preludio magico (1937) ;
- Dialoghi, Proverbi, Sentenze (1941) ;
- La morte di Ermengarda, poème symphonique (1945) ;
- Largo, étude pour Don Chisciotte (1945) ;
- L'ascolto di Ponte Vecchio, légende pour violoncelle et orchestre (1935).

### Musique de chambre
- Quintette pour cordes et piano (1922) ;
- Quatuor à cordes (1932).

### Musique instrumentale
- Pour piano : 
  - Toccata (1919) ;
  - La danzatrice amorosa (1932).
- Pour violon et piano : 
  - Sonate (1911) ;
  - Risveglio mattutino (1928) ;
  - Chanzon (1930).
- Pour violoncelle et piano : Leggenda (1935).

### Compositions pour voix et piano
- Catarì Catarì, texte de Di Giocomo (1920) ;
- La preghiera di un Clefta, œuvre lyrique[2] (1922) ;
- Vignetta, texte de Carducci ;
- Nebbia, texte de Pascoli ;
- Marzo sussurra i profumi battesimali della primavera, madrigal (1926) ;
- Canti popolari toscani et Canti popolari ticinesi (1932, orchestrées en 1936) ;
- Vere novo ;
- Ninna nanna, texte de Fucini (1932, et version orchestrale) ;
- Vocalizzo ;
- Il cavaliere (1932, et version orchestrale) ;
- Dint' o ciardino, texte de S. Di Giacomo (1932) ;
- A bel colore ;
- Le canzoni della Mandragola, texte de Machiavel.

### Œuvres pour chœurs
- Avec orchestre : 
  - Tre notturni ;
  - Inno a Verdi[3], (1919), Teatro Regio (Parme) ;
  - Cicilia, petit poème[4] (1920) ;
  - I frugnolatori, texte de Michel-Ange ;
  - Deux Chœurs sur l'Adelchi (it) d'Alessandro Manzoni (1938).
- Sans accompagnement : 
  - La canzone della nonna, pour soliste et chœur d'hommes, paroles de Nigra ;
  - Salmo 70, pour chœur à quatre voix viriles et orgue.

### Transcriptions et révisions
- Opéras couvrant toutes les époques, de Monteverdi à Donizetti en passant par Rossini.

## Publications
- (it) Studio sull'armonia cromatica ultratonale. Scale alternate per pianoforte, Florence, Forlivesi, 1930, réimpr. Otos ;
- (it) I vari sistemi del linguaggio musicale, Siene, Olschki, 1960, réimpr. Otos, Florence.

## Sources
- (it) Biographie de Vito Frazzi sur le site de la bibliothèque municipale de Parme.